# Les Castellons
Les Castellons és una partida del terme municipal de la Torre de Cabdella, dins del seu terme primigeni, al Pallars Jussà.
Està situada al sud-oest del poble de Cabdella i a l'oest de la Central de Cabdella, a l'extrem nord-est del Serrat d'Escobets. Per les Castellons puja una pista de muntanya que mena a la vall alta del riu de Filià.